# Thomas Kelati

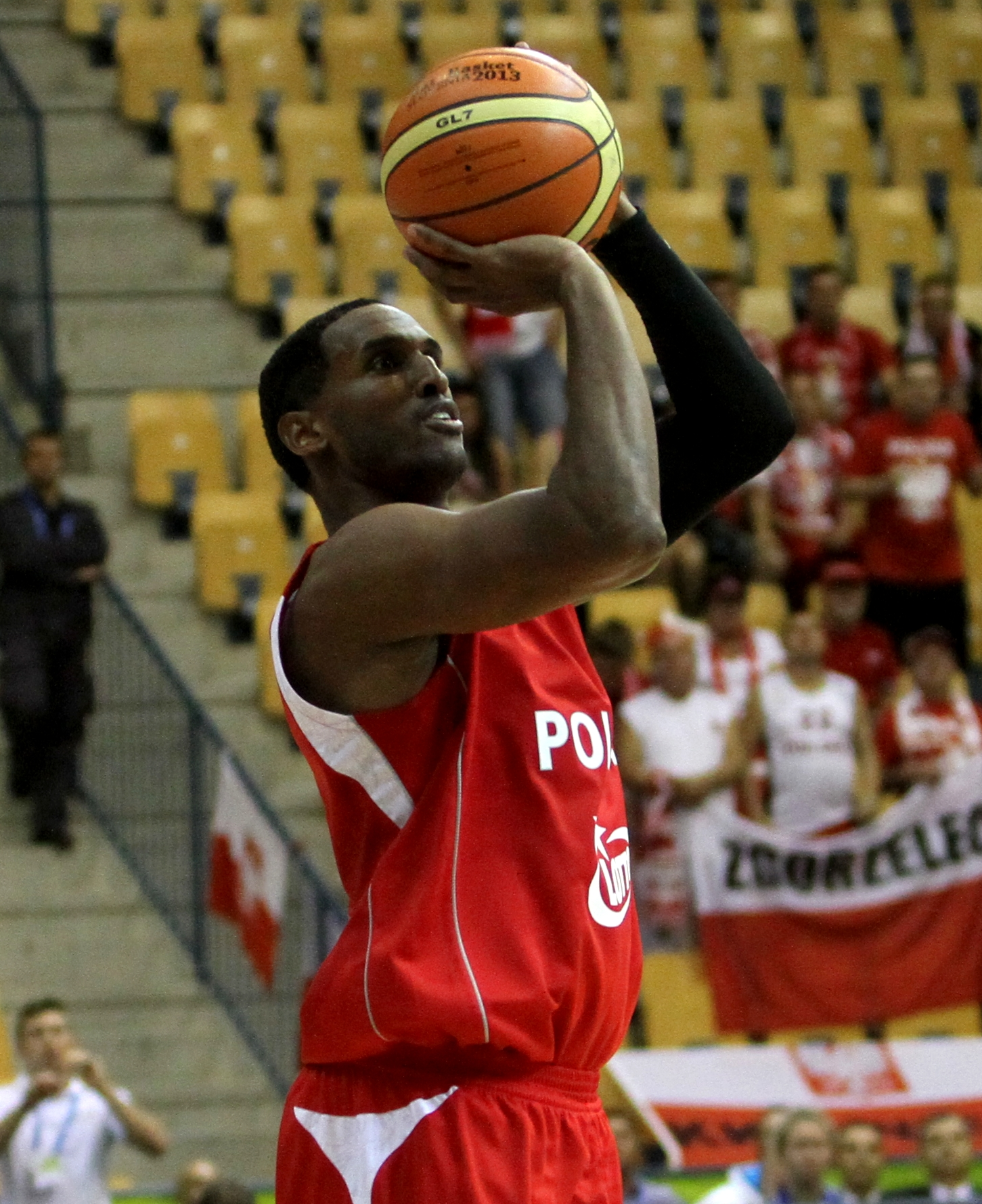
Kelati oddający rzut w barwach kadry Polski.

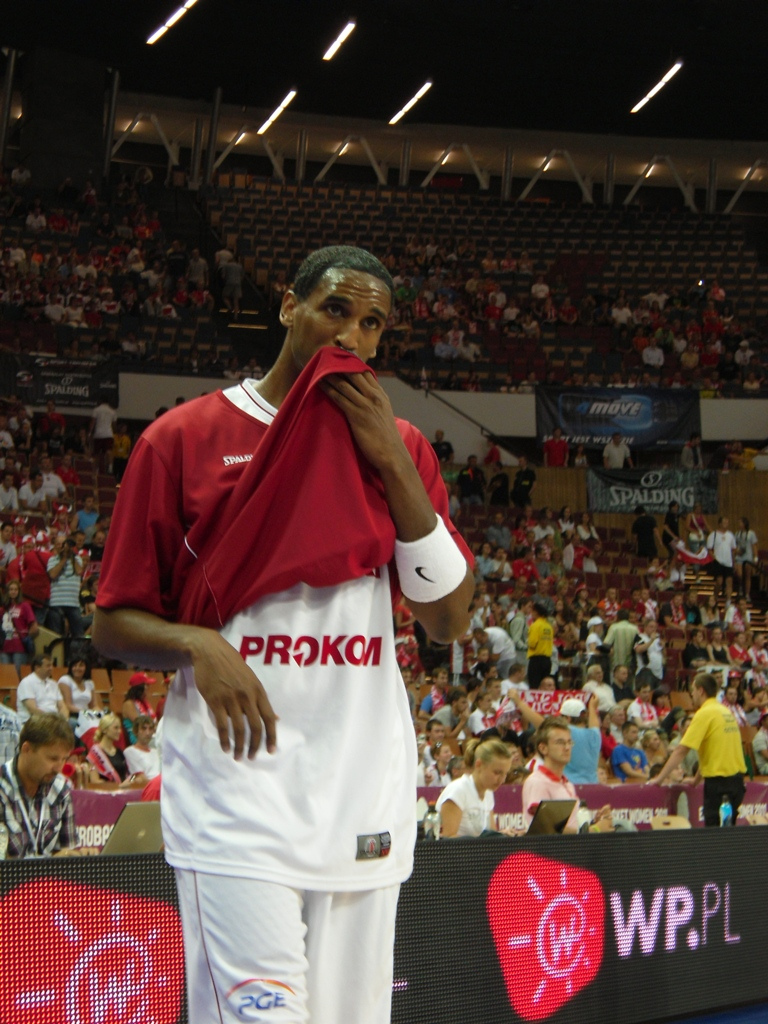
Thomas Kelati jako członek kadry narodowej Polski podczas EuroBasketu 2011.

Thomas Matt „Choo” Kail Kelati (ur. 27 września 1982 w Walla Walla) – amerykański koszykarz posiadający również obywatelstwo polskie. Gra na pozycji rzucającego obrońcy lub niskiego skrzydłowego.

## Życiorys
Rodzice Kelatiego pochodzą z Erytrei, mieszka tam też znaczna część jego rodziny. Przez pewien czas posiadał również erytrejski paszport, który jednak wygasł. Kelati to imię ojca Thomasa - zgodnie z erytrejską tradycją dziecko przejmuje imię ojca za nazwisko.
21 kwietnia 2009 poślubił Martę Biros – Polkę ze Zgorzelca, z którą ma dwie córki – Lilianę Thomas oraz Mayę Azieb Thomas. Po ślubie Kelati zaczął ubiegać się o polskie obywatelstwo i nie wykluczył gry w reprezentacji Polski. 30 września 2009 podpisał niegwarantowany kontrakt z klubem NBA Los Angeles Lakers. Kontrakt rozwiązano 21 października – na pięć dni przed startem sezonu zasadniczego NBA. 3 listopada 2009 podpisał kontrakt z Pamesą Walencja. 22 lipca 2010 podpisał kontrakt z rosyjskim zespołem Chimki Moskwa.
16 lipca 2010 zadebiutował w polskiej reprezentacji w towarzyskim meczu z Bułgarią, w którym zdobył 25 punktów - najwięcej z polskiej ekipy. Kelati otrzymał polskie obywatelstwo 22 lipca 2010 - p.o. prezydenta Grzegorz Schetyna podpisał wówczas stosowny akt nadania obywatelstwa.
W sezonie 2011/12 zdobył koszykarski puchar Eurocup.
W sierpniu 2016 roku powrócił do Polski, po ośmiu latach przerwy, podpisując umowę z zespołem Stelmetu BC Zielona Góra.
22 marca 2019 po raz kolejny w karierze zawarł umowę ze Stelmetem BC Zielona Góra.

## Osiągnięcia
Stan na 16 lutego 2020, na podstawie, o ile nie zaznaczono inaczej.
NCAA
- Wybrany do I składu konferencji Pacific-10 NCAA (2005)

Drużynowe
- Mistrz:
  - Eurocup (2010, 2012)
  - VTB (2011)
  - Polski (2017)[17]
- Wicemistrz:
  - Polski (2007, 2008)
  - Rosji (2011, 2012)
  - Belgii (2006)
- Zdobywca pucharu:
  - Belgii (2006)
  - Polski (2017)
- Finalista:
  - pucharu:
    - Hiszpanii (2009, 2013)
    - Polski (2018)

  - Superpucharu Polski (2016)[18]
- 3. miejsce w:
  - Eurocup (2013)
  - Pucharze Hiszpanii (2010)
  - Superpucharze Hiszpanii (2012)
- Uczestnik rozgrywek TOP 16 Euroligi (2008/09)

Indywidualne
- MVP sezonu 2006/07 DBE
- Zaliczony do I składu PLK (2007)
- Uczestnik:
  - meczu gwiazd PLK (2007, 2008)
  - konkursu rzutów za 3 punkty PLK (2008)
- Lider[19]:
  - play-off PLK w średniej punktów (2007)
  - PLK w skuteczności rzutów za 3 punkty (2008)
- W sezonie 2008/09 w meczu przeciwko Lottomatice Rzym wyrównał rekord rozgrywek Euroligi w ilości celnych rzutów trzypunktowych - trafił 9-krotnie.

Reprezentacja
- Uczestnik Eurobasketu (2011 – 17. miejsce, 2013 – 21. miejsce)